# Цокуни
Цокуни (хорв. Cokuni) — населений пункт у Хорватії, в Істрійській жупанії у складі громади Марчана.

## Населення
Населення за даними перепису 2011 року становило 71 осіб.
Динаміка чисельності населення поселення:

## Клімат
Середня річна температура становить 13,87 °C, середня максимальна – 27,33 °C, а середня мінімальна – 0,06 °C. Середня річна кількість опадів – 866 мм.
| Клімат поселення                              | Клімат поселення | Клімат поселення | Клімат поселення | Клімат поселення | Клімат поселення | Клімат поселення | Клімат поселення | Клімат поселення | Клімат поселення | Клімат поселення | Клімат поселення | Клімат поселення | Клімат поселення |
| Показник                                      | Січ.             | Лют.             | Бер.             | Квіт.            | Трав.            | Черв.            | Лип.             | Серп.            | Вер.             | Жовт.            | Лист.            | Груд.            |                  |
| Середній максимум, °C                         | 10,42            | 10,82            | 13,72            | 17,14            | 22,30            | 26,50            | 27,33            | 27,21            | 22,56            | 18,01            | 13,05            | 10,00            |                  |
| Середня температура, °C                       | 5,25             | 5,64             | 8,54             | 11,96            | 17,12            | 21,32            | 23,74            | 23,62            | 18,97            | 14,42            | 9,48             | 6,43             |                  |
| Середній мінімум, °C                          | 0,06             | 0,46             | 3,36             | 6,79             | 11,94            | 16,14            | 20,15            | 20,04            | 15,39            | 10,84            | 5,90             | 2,84             |                  |
| Норма опадів, мм                              | 71               | 57               | 62               | 66               | 59               | 66               | 44               | 69               | 81               | 101              | 109              | 81               |                  |
| Середньомісячна швидкість вітру, м/с          | 2.72             | 2.96             | 3.03             | 2.92             | 2.61             | 2.50             | 2.49             | 2.48             | 2.59             | 2.81             | 3.03             | 2.94             |                  |
| Середньомісячна сонячна радіація, кДж/м²·день | 4537             | 7447             | 10793            | 15440            | 19712            | 21618            | 22542            | 19497            | 14252            | 9247             | 5002             | 3868             |                  |
| --------------------------------------------- | ---------------- | ---------------- | ---------------- | ---------------- | ---------------- | ---------------- | ---------------- | ---------------- | ---------------- | ---------------- | ---------------- | ---------------- | ---------------- |
| Джерело:                                      |                  |                  |                  |                  |                  |                  |                  |                  |                  |                  |                  |                  |                  |